# Kerim Çalhanoğlu
Kerim Çalhanoğlu (* 26. August 2002 in Mannheim) ist ein deutsch-türkischer Fußballspieler. Er stand zuletzt bei der SpVgg Greuther Fürth unter Vertrag.

## Karriere

### Verein
Çalhanoğlu begann beim SC Pfingstberg-Hochstätt und VfL Neckarau in Kinder- und Jugendmannschaften mit dem Fußballspielen, ehe er 2015 in die Jugend des SV Waldhof Mannheim wechselte. Zur Saison 2016/17 wechselte Çalhanoğlu in das Nachwuchsleistungszentrum der TSG 1899 Hoffenheim. In den Spielzeiten 2017/18 und 2018/19 war er mit den B1-Junioren (U17) in der B-Junioren-Bundesliga aktiv, kam im Frühjahr 2019 aber schon zu einigen Einsätzen bei den A-Junioren (U19) in der A-Junioren-Bundesliga. Zur Saison 2019/20 rückte der Mittelfeldspieler fest zur U19 auf und entwickelte sich zum Stammspieler.
Zur Saison 2020/21, seiner letzten Saison im Juniorenbereich, wechselte Çalhanoğlu zur U19 des FC Schalke 04, die von Norbert Elgert trainiert wurde. Ende September 2020 erhielt der 18-Jährige seinen ersten Profivertrag mit einer Laufzeit bis zum 30. Juni 2024. Der Mittelfeldspieler kam in der U19 zu 4 Einsätzen (ein Tor), ehe die A-Junioren-Bundesliga ab November 2020 aufgrund der COVID-19-Pandemie unterbrochen wurde. Ende November 2020 wurde Çalhanoğlu vom Cheftrainer Manuel Baum in das Training der Profimannschaft beordert. Çalhanoğlu stand bei den beiden folgenden Bundesligaspielen im Spieltagskader, wurde allerdings nicht eingewechselt. In der Folge wurde der junge Mittelfeldspieler von Baum sowie dessen Nachfolgern Huub Stevens und Christian Gross nicht mehr berücksichtigt. Am 5. März 2021 debütierte er schließlich bei einem 0:0-Unentschieden gegen den 1. FSV Mainz 05 im ersten Spiel unter Dimitrios Grammozis, dem fünften Schalker Cheftrainer in dieser Spielzeit, über die volle Spielzeit in der Bundesliga.
Zum 1. Januar 2023 wechselte Çalhanoğlu bis zum Ende der Saison 2022/23 auf Leihbasis zum Zweitligisten SV Sandhausen.
Zur Saison 2023/24 kehrte er nicht mehr zum FC Schalke zurück, sondern wechselte innerhalb der 2. Bundesliga zur SpVgg Greuther Fürth. Dort unterschrieb er einen Vertrag bis zum 30. Juni 2025 mit der Option auf ein weiteres Jahr. Im Sommer 2025 verließ er den Verein.

### In der Nationalmannschaft
Im Mai 2018 absolvierte Çalhanoğlu ein Spiel für die deutsche U16-Nationalmannschaft. Von Oktober 2018 bis Mai 2019 war er 13-mal (ein Tor) in der U17-Auswahl aktiv, mit der er an der U17-Europameisterschaft 2019 in Irland teilnahm. Im September 2020 bestritt Çalhanoğlu ein Spiel mit der U19-Auswahl. Zuletzt war er zwischen März 2022 und März 2023 für die U20-Nationalmannschaft aktiv und bestritt dort acht Spiele.

## Erfolge
- Deutscher Zweitligameister und Aufstieg in die Bundesliga: 2022

## Privates
Çalhanoğlus Cousins Hakan (* 1994) und Muhammed Çalhanoğlu (* 1995) sind ebenfalls Fußballspieler.